# Municipio de St. Mary (Minnesota)
El municipio de St. Mary (en inglés: St. Mary Township) es un municipio ubicado en el condado de Waseca en el estado estadounidense de Minnesota. En el año 2010 tenía una población de 460 habitantes y una densidad poblacional de 4,95 personas por km².

## Geografía
El municipio de St. Mary se encuentra ubicado en las coordenadas 44°3′22″N 93°35′24″O / 44.05611, -93.59000. Según la Oficina del Censo de los Estados Unidos, el municipio tiene una superficie total de 92.84 km², de la cual 92,66 km² corresponden a tierra firme y (0,19 %) 0,17 km² es agua.

## Demografía
Según el censo de 2010, había 460 personas residiendo en el municipio de St. Mary. La densidad de población era de 4,95 hab./km². De los 460 habitantes, el municipio de St. Mary estaba compuesto por el 99,35 % blancos, el 0,43 % eran afroamericanos, el 0,22 % eran asiáticos. Del total de la población el 1,3 % eran hispanos o latinos de cualquier raza.